# ホルステン門

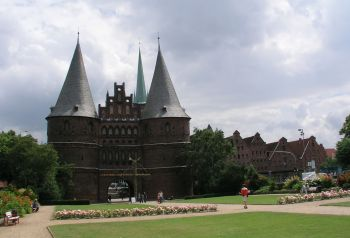
ホルステン門

ホルステン門（Holstentor）は、ドイツのリューベックにある歴史的建造物。1469年から1477年にかけて造られた。ユーロ導入以前の旧50ドイツマルク紙幣の図柄にも採用されている。

## 概要
ホルステン門はリューベック旧市街の入り口に建っている、リューベックの象徴とも言われる建造物である。北ドイツ特有の煉瓦造りで、門の両端に立つ塔は現在は博物館として利用されており、17世紀当初の都市の姿を再現した模型などが展示されている。しかし、煉瓦の重みに耐え切れずに建物の一部が陥没し、塔が傾いている。
門の上部にはラテン語でCONCORDIA DOMI FORIS PAX（内に結束、外に平和を）という文字が掲げられている。
1987年に「リューベックのハンザ同盟都市」としてユネスコの世界遺産に登録されている。